# Iraota bolholica
Iraota bolholica är en fjärilsart som beskrevs av Hans Fruhstorfer 1907. Iraota bolholica ingår i släktet Iraota och familjen juvelvingar. Inga underarter finns listade i Catalogue of Life.